# 17128 Stephyoshida
A 17128 Stephyoshida (ideiglenes jelöléssel (17128) 1999 JS75) a Naprendszer kisbolygóövében található aszteroida. A LINEAR projekt keretében fedezték fel 1999. május 10-én.